# Norges ambassader

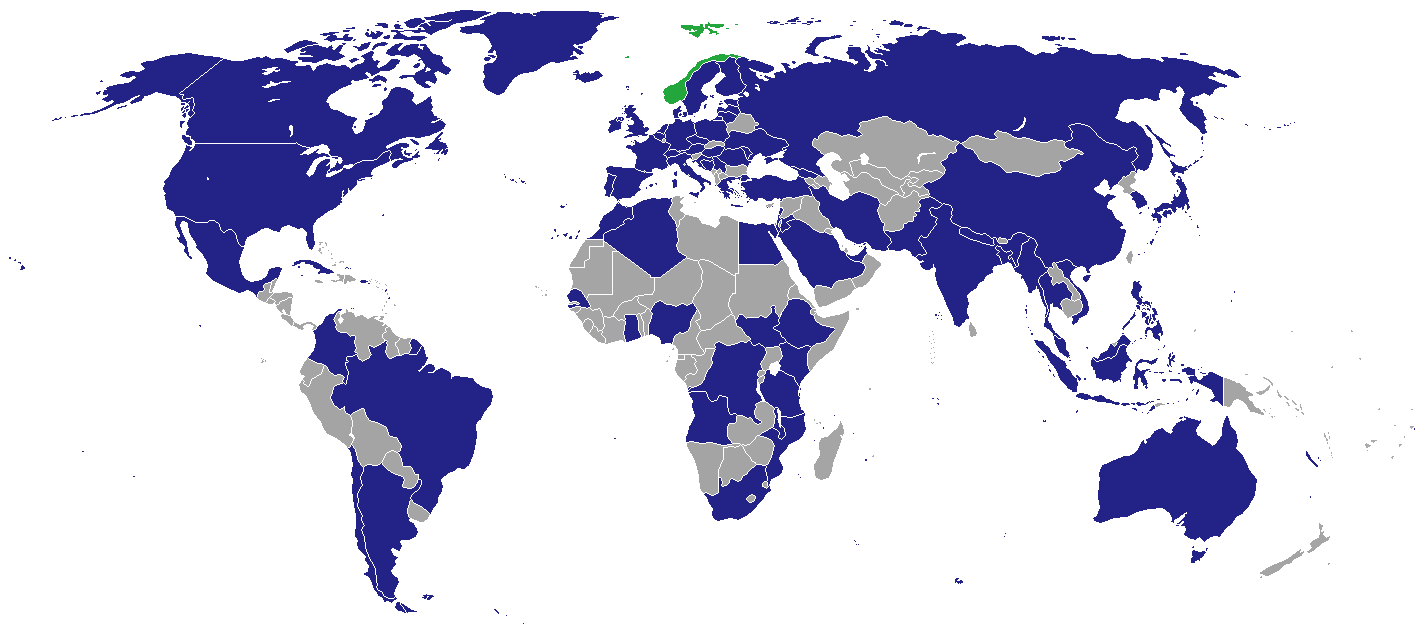
Länder där Norge har en ambassad.

Norges flagga

Norges ambassader representerar Norge utomlands. Norge har ambassad i 81 länder.